# Democoris
Democoris is een geslacht van wantsen uit de familie van de Miridae (Blindwantsen). Het geslacht werd voor het eerst wetenschappelijk beschreven door Cassis in 1995.

## Soorten
Het genus bevat de volgende soorten:

- Democoris leptocytus Cassis, 1995
- Democoris lugens Cassis, 1995